# Chave
Chave é um objeto que aciona uma fechadura. Feita de plástico, metal, madeira ou outro material rígido.

## Origem
As primeiras fechaduras que foram usadas em Roma eram extremamente simples: consistiam em duas argolas, uma em cada aba da porta, e entre elas passava-se um prego (em latim "clavus, clavi"). E poderia abrir e fechar. Com esta novidade, o nome do prego ("clavus") mudou ligeiramente para chamar-se "clavis", da qual se originou em nossa língua a palavra "chave".
O jurisconsulto Papiniano usava a expressão ´clavem tradere´ com o sentido de ´entregar a administração dos bens´, e Cícero usou ´claves adimere´ como ´tirar as chaves à mulher, repudiá-la´. Em sentido figurado, usou-se ´clavis scientiae´ como ´chave da ciência.

## Como funciona
O formato da chave é o primeiro segredo: somente uma chave com perfil equivalente e na posição correta poderá ser usada. O segundo segredo está ligado à altura dos dentes da chave, que formam uma base de apoio para pequenos pinos ou tambores metálicos, colocados aos pares e alinhados no interior do cadeado ou fechadura. Os pinos são sustentados por molas. Quando a chave correta é colocada, os pinos são alinhados de um modo que se permite girar o cilindro da fechadura, liberando a trava principal. No caso de cofres, o mecanismo envolve discos perfurados e engrenagens que ao serem  alinhados abrem caminho para afastar a trava de aço que impede a abertura.
Estes são apenas alguns exemplos de mecanismos, existindo alguns mais intrincados. Os modelos informatizados, por exemplo, utilizam como chave um cartão magnético, contendo um código que é lido pela fechadura, ligada a um computador que controla as permissões e os horários de entrada e saída.

## Modelos

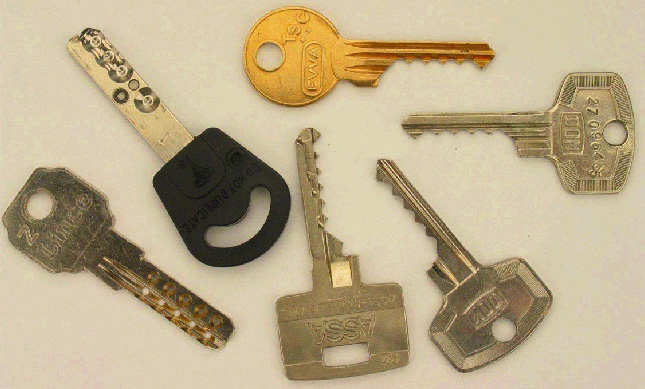
Chaves diversas

- Gorje ou Gorja - é dos sistemas o modelo mais simples, com apenas um dente e um corte lateral no dente. Este modelo é utilizado apenas em fechaduras para portas internas (quarto, banheiro e etc.) por permitir um baixíssimo número de combinações de segredos. Aciona a fechadura diretamente pela chave.
- Yale - comumente usada em cadeados e fechaduras domésticas, usa um segredo com  quatro a oito pinos. Utilizado em fechaduras para portas externas, permite um grande número de combinações. Aciona a fechadura através do mecanismo de um cilindro.
- Yale dupla - usada geralmente em portas de comércio (fechaduras de tambor), contém dois segredos, geralmente idênticos, de quatro pinos. Utilizado em fechaduras para portas externas, permite um grande número de combinações.
- Tetra - chave com quatro lados, cada um com segredo de quatro a oito pinos. Utilizado em fechaduras para portas externas, permite um grande número de combinações. Aciona a fechadura através do mecanismo de um cilindro.
- Pantográficas - chave plana cujo segredo se encontra na superfície; neste caso, uma combinação de pequenas esferas e pinos que apoiam na chave formando o segredo. Utilizado em fechaduras para portas externas, permite um grande número de combinações. Aciona a fechadura através do mecanismo de um cilindro.
- Codificadas - muito utilizadas em automóveis e travas de segurança. Usam, além do formato, uma combinação numérica como senha, gravada eletronicamente no corpo de apoio,  que é reconhecida pelo sistema de segurança do veículo.
- Lâminas de Segredo - utilizadas em fechaduras de alta segurança, tais como fechaduras mecânicas de cofres e em fechaduras de uso doméstico, comercial ou industrial tipo popularizado, no Brasil, como Fechaduras DOBERMANN. A chave tipo DOBERMANN tem duas abas laterais que acionam 4, 6 ou mais (excepcionalmente), lâminas de segredo e alcançam acima de dezoito milhões de combinações. A fechadura é acionada diretamente pela chave, sem a utilização de cilindros. este procedimento impede que se visualize o que deve ser movimentado para abrir ou fechar a fechadura.
- OBSERVAÇÕES: as fechaduras e chaves que se servem de cilindro, são altamente vulneráveis a "michas" (chaves falsas ou dispositivos que fraudam os sistemas de segredo adotados). Também podem ser abertos por furadeiras e brocas simples, já que os cilindros são construídos por materiais de fácil usinagem. O cilindro permite que se veja o mecanismo que deve ser movimentado para abrir a fechadura (o "canhão"), facilitando a ação de mal intencionados.